# Гари (Краснослудское сельское поселение)
Гари — деревня в Добрянском районе Пермского края. Входит в состав Краснослудского сельского поселения.

## Географическое положение
Расположена на крайнем юге Добрянского района, на берегу Чусовского залива Камского водохранилища, примерно в 5 км к юго-востоку от ж/д станции Бобки.

## Население
| 2010 |
| ---- |
| 221  |

## Улицы
- ул. А. Надымова
- Береговой пер.
- ул. Героя Лядова
- Молодёжная ул.
- Набережная ул.
- Радужный пер.
- Рябиновый пер.
- Сиреневый пер.
- Центральная ул.

## Топографические карты
- Лист карты O-40-66 Сылва. Масштаб: 1 : 100 000. Издание 1977 г.